# Ратко Штритоф
Ратко Штритоф (14 січня 1972) — хорватський ватерполіст.
Срібний призер Олімпійських Ігор 1996 року, учасник 2000, 2004 років.